# Відерне
Відерне (Видерне, рос. Видерно, Ведерное) — колишній населений пункт (до 1939 року — колонія, потім — село) у Пулинській волості Житомирського повіту Волинської губернії і Чернявській, В'язовецькій, Кошелівській, Очеретянській сільських радах Червоноармійського (Пулинського) району Волинської округи, Київської та Житомирської областей.

## Населення
У 1906 році в колонії проживало 163 жителі, дворів — 25, у 1910 році — 185 осіб, у 1923 році — 286 мешканців, дворів — 64, у 1924 році — 268 осіб (з перевагою населення німецької національности), дворів — 64.

## Історія
Колишнє лютеранське поселення на власних землях, лежало за 45 км північно-західніше Житомира. Належало до лютеранської парафії у Геймталі.
У 1906 році — колонія Пулинської волості (2-го стану) Житомирського повіту Волинської губернії. Відстань до губернського та повітового центру, м. Житомир, становила 37 верст, від волосного центру, містечка Пулини — 7 верст. Найближче поштово-телеграфне відділення розміщувалося на станції Рудня.
У 1923 році включена до складу новоствореної Чернявської сільської ради, яка, 7 березня 1923 року, увійшла до складу новоутвореного Пулинського (згодом — Червоноармійський) району Житомирської (згодом — Волинська) округи. Розміщувалася за 6 верст від районного центру, міст. Пулини, та 2 версти — від центру сільської ради, с. Чернявка.
24 серпня 1923 року, відповідно до рішення Волинської ГАТК (протокол № 4 «Про зміни границь в межах округів, районів і сільрад», колонію підпорядковано новоутвореній В'язовецькій сільській раді Пулинського району. У 1939 році віднесена до категорії сіл. У 1941—44 роках підпорядковувалося Вацлавпільскій сільській управі. 11 серпня 1954 року село включене до складу Кошелівської сільської ради Червоноармійського району. 2 вересня 1954 року, відповідно до рішення Житомирського облвиконкому № 1087 «Про перечислення населених пунктів в межах районів Житомирської області», село підпорядковане Очеретянській сільській раді Червоноармійського району.
29 червня 1960 року, відповідно до рішення Житомирського ОВК № 683 «Про об'єднання деяких населених пунктів в районах області», об'єднане із с. Ясна Поляна Червоноармійського району.